# Economische analyse van het recht
Economische analyse van het recht is de toepassing van (micro-)economische principes bij het analyseren van (de effecten van) het recht. Binnen de rechtsfilosofie sluit het aan bij het utilitarisme, waarbij de opvatting domineert dat het recht vormgegeven moet worden om de best mogelijke uitkomsten te garanderen.

## Oorsprong
De oorsprong van de economische analyse van het recht dateert terug tot Adam Smith, die in zijn klassieker The Wealth of Nations de gedragsprikkels die van wetten uitgaan beschreef. Hierbij richtte hij zich met name op de mercantilistische wetten. Het economische analyseren van wetten die niet direct op economische markten betrekking hebben is relatief nieuw. Ronald Coase en Guido Calabresi hebben onafhankelijk van elkaar in 1961 hiertoe een tweetal baanbrekende artikelen geschreven: "The Problem of Social Cost"  en "Some Thoughts on Risk Distribution and the Law of Torts". Deze artikelen worden gezien als het startpunt van de moderne school van economische analyse van het recht.